# Hatzenport

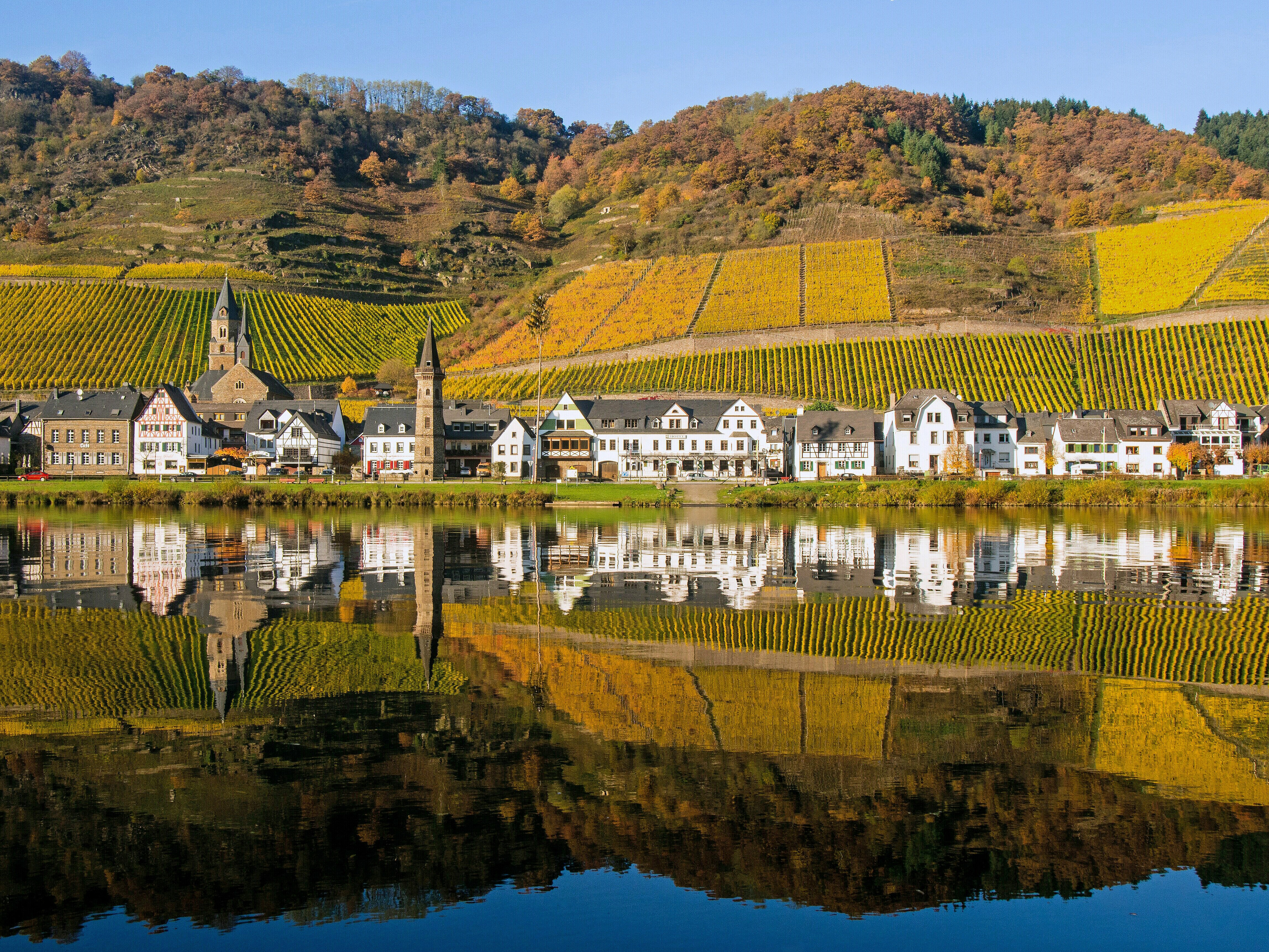
Hatzenport

Hatzenport ist eine Ortsgemeinde der Terrassenmosel im Landkreis Mayen-Koblenz in Rheinland-Pfalz. Sie gehört der Verbandsgemeinde Rhein-Mosel an, die ihren Verwaltungssitz in Kobern-Gondorf hat. Zu Hatzenport gehören auch die Wohnplätze Am Bischofstein und Betzemerhof.

## Geographie
Nachbarorte von Hatzenport sind Münstermaifeld, Löf, Brodenbach, Burgen (Untermosel) und Moselkern.
Zuflüsse zur Mosel sind Krebsbach (Bischofsbach),  Elberbach und Schrumpfbach.

## Geschichte
Der Name leitet sich von dem lateinischen Namen Hattonis porta ab, das heißt der Hafen oder das Tor des Trierer Erzbischofs Hetti (Amtszeit 814–847).
Hatzenport wurde 1135 erstmals urkundlich (ohne Nachweis) erwähnt. Weinbau wird erstmals für das Jahr 1216 beurkundet. Die heutige Gemeinde Hatzenport ist am 12. Juni 1994 durch Ausgliederung des gleichnamigen Ortsteils der Gemeinde Löf entstanden. Zuvor war die Gemeinde Löf am 31. Dezember 1975 aus den zuvor selbständigen Gemeinden Hatzenport, Kattenes und Löf neu gebildet worden.

## Politik

### Gemeinderat
Der Gemeinderat in Hatzenport besteht aus zwölf Ratsmitgliedern, die bei der Kommunalwahl am 9. Juni 2024 in einer personalisierten Verhältniswahl gewählt wurden, und dem ehrenamtlichen Ortsbürgermeister als Vorsitzendem.
Die Sitzverteilung im Gemeinderat:
| Wahl | PRO a | WGI b | WGM c | WGJ d | Gesamt   |
| ---- | ----- | ----- | ----- | ----- | -------- |
| 2024 | 7     | 1     | 4     | –     | 12 Sitze |
| 2019 | 7     | 1     | 3     | 1     | 12 Sitze |

### Bürgermeister
Christian Müller (PRO Hatzenport) wurde am 27. August 2024 Ortsbürgermeister von Hatzenport. Bei der Direktwahl am 9. Juni 2024 hatte er sich mit einem Stimmenanteil von 64,5 % gegen den bisherigen Amtsinhaber durchgesetzt.
Müllers Vorgänger waren Herbert Menzel (seit 2019) und zuvor Albrecht Gietzen, der das Amt 25 Jahre innehatte und bei der Wahl 2019 nicht erneut kandidierte.

## Sehenswürdigkeiten
Wahrzeichen des Moselorts ist der alte Fährturm (Grundsteinlegung 1863). Der seit dem 16. Jahrhundert bedeutende Fährbetrieb wurde nach dem Brückenbau 1972 Löf/Alken eingestellt. Weitere Sehenswürdigkeiten sind die alte oberhalb des Ortes gelegene gotische Pfarrkirche St. Johannes, die neue, 1869/70 durch Hermann Nebel erbaute katholische Pfarrkirche St. Rochus sowie das alte Pfarrhaus, ein Fachwerkbau, der sich unterhalb der alten Kirche in der Oberstraße befindet; dort gibt es heute eine Apfelweinkellerei.
Siehe auch: Liste der Kulturdenkmäler in Hatzenport

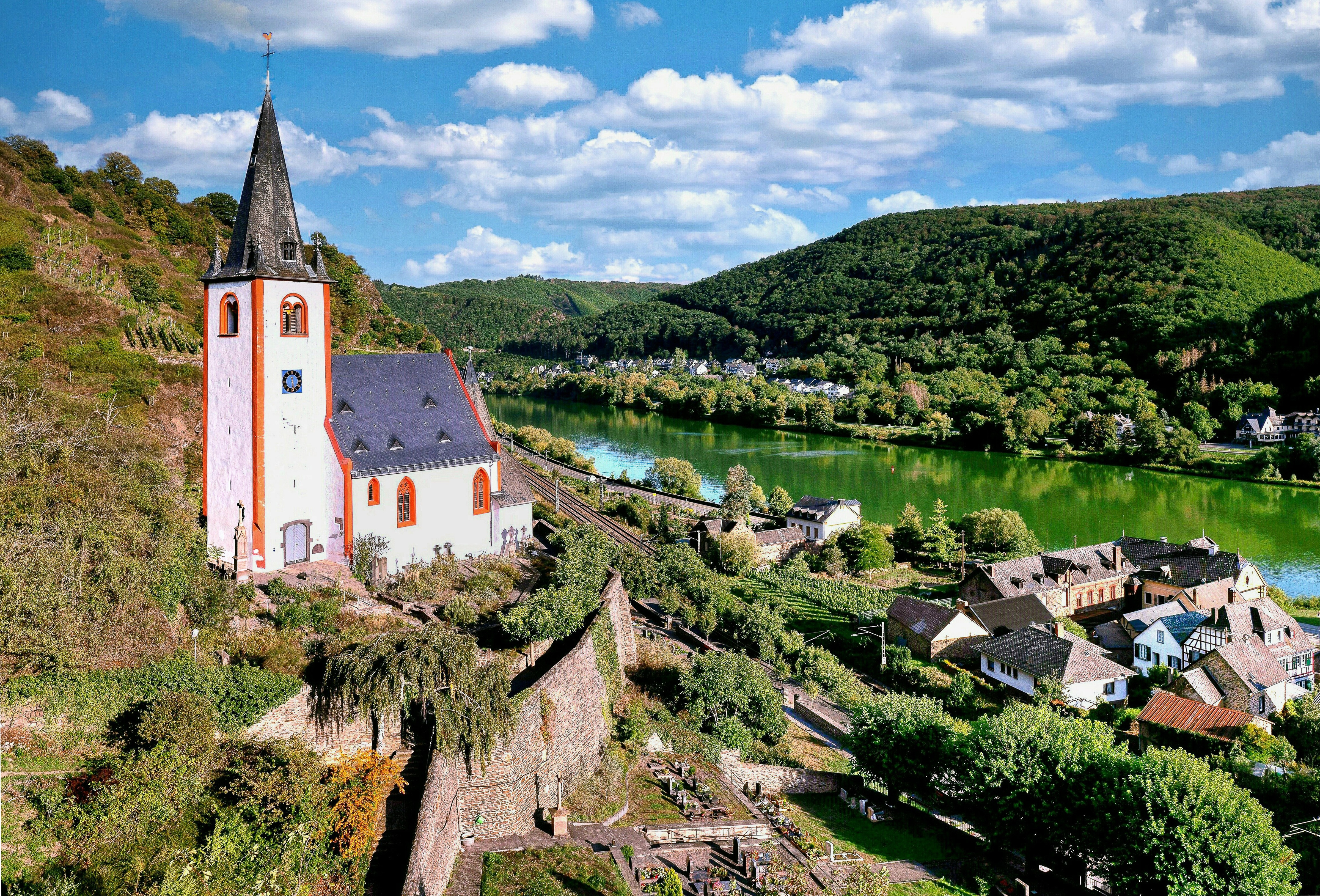
Pfarrkirche Sankt Johannes
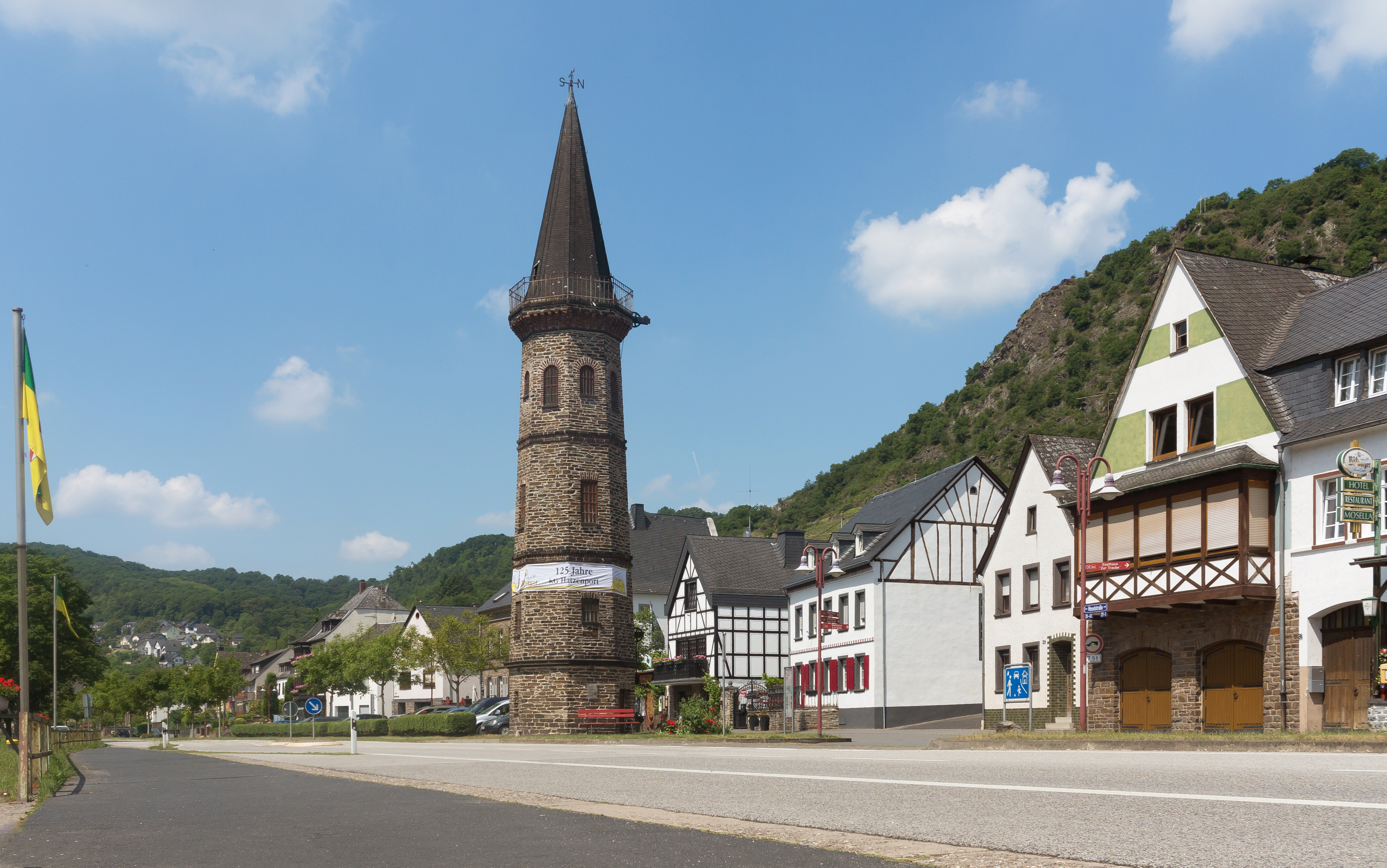
Fährturm am Moselufer

## Wirtschaft und Infrastruktur

### Weinbau
Hatzenport gehört zum „Weinbaubereich Burg Cochem“ im Anbaugebiet Mosel. Im Ort sind fünf Weinbaubetriebe tätig, die bestockte Rebfläche beträgt 12 Hektar. Etwa 88 % des angebauten Weins sind Weißweinrebsorten (Stand 2010).
Weinlagen (moselabwärts gesehen)
- Hatzenporter Burg Bischofstein
- Hatzenporter Kirchberg
- Hatzenporter Stolzenberg

### Verkehr
Hatzenport besitzt einen Bahnhof an der Moselstrecke. Seit 2005 gibt es einen Bahnhofsneubau mitten im Ort, der ehemalige Bahnhof liegt in Richtung Burg Bischofstein und wurde mit der Eröffnung des neuen Bahnhofs stillgelegt. Folgende Züge bedienen den Bahnhof:
| Linie | Bezeichnung   | Linienverlauf                                                  | Taktfrequenz                                    |
| ----- | ------------- | -------------------------------------------------------------- | ----------------------------------------------- |
| RB 81 | Moseltal-Bahn | Koblenz – Hatzenport – Cochem – Bullay (DB) – Wittlich – Trier | 60 min (in der HVZ Verstärker Koblenz – Cochem) |

Ferner gibt es eine Busverbindung nach Münstermaifeld und Treis-Karden.

## Persönlichkeiten
- Friederich D’heil (1898–1971), Kriminalpolizist
- Stefan Wilkening (* 1967), Schauspieler und Sprecher